# Union-Brauerei (Brême)
Vous pouvez aider à l'améliorer ou bien discuter des problèmes sur sa page de discussion.
- Il ne cite pas suffisamment ses sources. Vous pouvez indiquer les passages à sourcer avec {{référence nécessaire}} ou {{Référence souhaitée}}, et inclure les références utiles en les liant aux notes de bas de page. (Marqué depuis mai 2021)

- Archive Wikiwix
- Bing
- Cairn
- DuckDuckGo
- E. Universalis
- Gallica
- Google
- G. Books
- G. News
- G. Scholar
- Persée
- Qwant
- (zh) Baidu
- (ru) Yandex
- (wd) trouver des œuvres sur Wikidata

L’Union-Brauerei est une brasserie à Brême.
Depuis 2014, le bâtiment principal (brasserie, chaufferie et salle d'embouteillage) est classé monument historique.

## Histoire
La brasserie est fondée en 1907 dans le quartier de Walle sous le nom d'Union. Le permis d'exploitation est accordé le 13 juin 1907. Jusqu'en mars 1908, on établit au coin de Holsteiner Straße et Theodorstraße une brasserie avec un appartement pour le maître brasseur, une salle des machines et une chaufferie, un bâtiment d'embouteillage (Kontor). La brasserie est d'abord exploitée en GmbH et à partir du 20 septembre 1923 en tant que société par actions.
Pendant la Seconde Guerre mondiale, le 16e commissariat de police est temporairement installé dans le bâtiment administratif de la brasserie après un raid aérien le 18 août 1944, avant qu'il soit détruit par une bombe explosive le 24 février 1945. Dès 1945, la production reprend sous administration militaire américaine, rapidement la société retrouve sa situation économique d'avant la guerre.
En 1964, l'Union-Brauerei AG redevient une GmbH avant d'être vendue à Haake-Beck AG un an plus tard. En 1967, un ascenseur à marchandises est installé dans la tour. Mais la brasserie est fermée en 1968. Des petites entreprises s'installent dans les locaux, dont les bâtiments sont préservés.

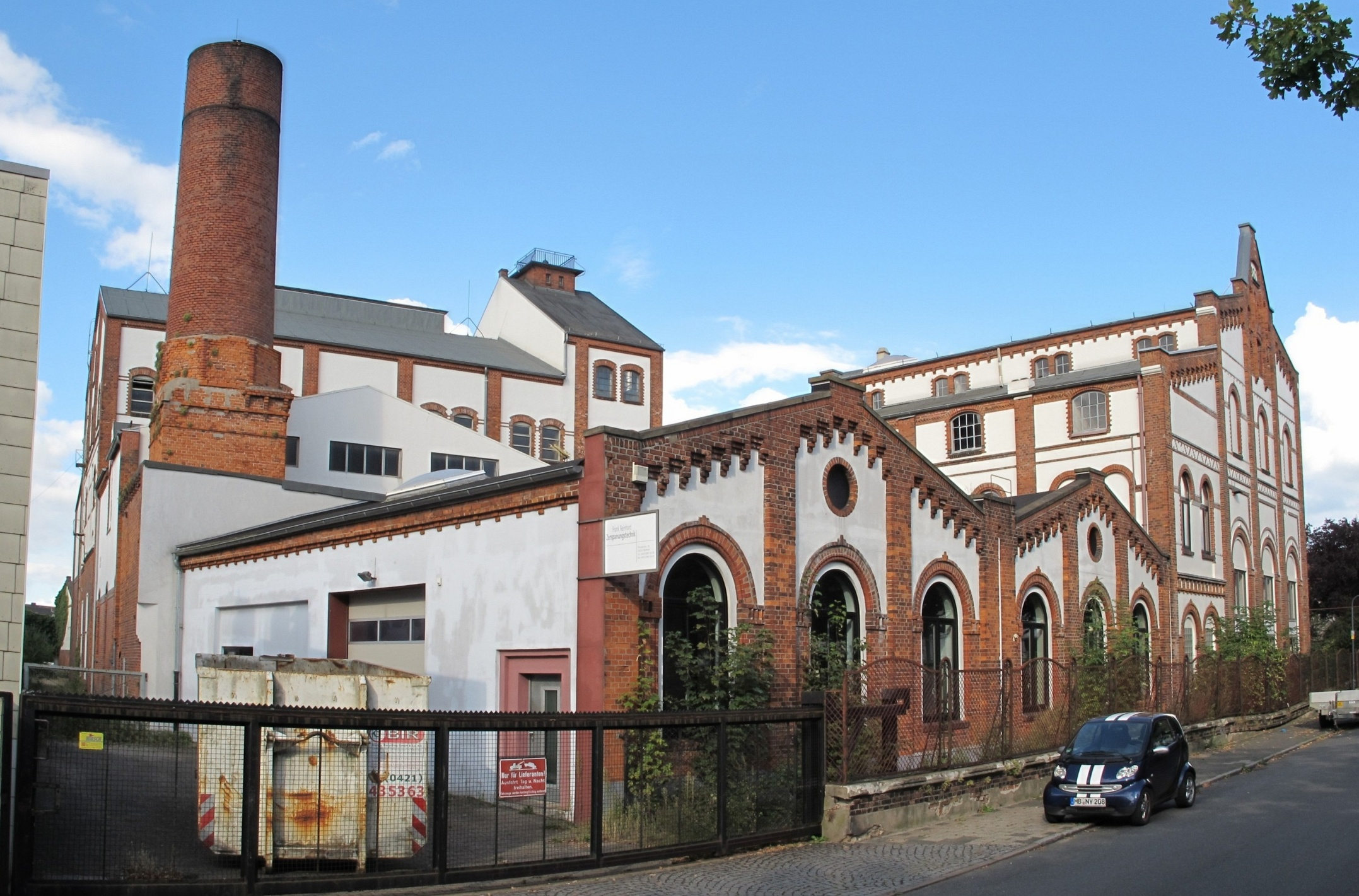
Le bâtiment de la brasserie en 2014.

Lüder Kastens et Markus Zeller annoncent en 2014 qu'ils souhaitaient faire revivre la marque Union sur le site de l'ancienne brasserie. En plus des bières anciennes et nouvelles sur le type de bières artisanales, on propose aussi de la gastronomie, des visites de la brasserie, des séminaires sur la bière, des ateliers de brasserie. De même, on fera de la torréfaction. La destruction et la rénovation des anciens bâtiments commencent à l'été 2014, l'ouverture a lieu le 19 décembre 2015. Le cabinet d'architecture Kastens+Siemann reçoit le prix de la reconstruction et de la revitalisation de l'ensemble des monuments dans le cadre du Prix de la conservation du patrimoine de Brême en 2016.